# اتفاقية التجارة بين أفغانستان وباكستان
اتفاقية التجارة بين أفغانستان وباكستان هي اتفاقية تجارية ثنائية وقعت في عام 2010 بين أفغانستان وباكستان. تدعو الاتفاقية إلى تسهيل أكبر في حركة البضائع بين البلدين.

## أحكام الاتفاقية

تسمح الاتفاقية لعام 2010 لكلا البلدين باستخدام مطارات كل منهما الآخر، والسكك الحديدية، والطرق، وموانئ تجارة الترانزيت على طول ممرات العبور المحددة. لا يشمل الاتفاق مركبات النقل البري من أي بلد ثالث، سواء كان ذلك من الهند أو أي بلد في آسيا الوسطى.
ستدخل الشاحنات الأفغانية باكستان عبر المعابر الحدودية في تورخام وغلام خان وشامان لعبور البضائع الأفغانية عبر الأراضي الباكستانية، واستيراد البضائع من الموانئ الباكستانية في كراتشي وبورت قاسم وجوادر. تسمح الاتفاقية الموقعة لشاحنات أفغانستان بالوصول إلى حدود واجاه مع الهند، حيث سيتم تفريغ البضائع الأفغانية على الشاحنات الهندية، لكنها لا تسمح بتحميل البضائع الهندية على شاحنات لنقلها إلى أفغانستان.
تسمح الاتفاقية للشاحنات الأفغانية بنقل الصادرات إلى الهند عبر باكستان حتى معبر واغه، لكنها لا تمنح أفغانستان الحق في استيراد البضائع الهندية عبر الأراضي الباكستانية، خشية أن البضائع الهندية سينتهي بها الأمر إلى السوق الباكستانية بنفس الطريقة التي كانت شائعة في ظل اتفاقية التجارة الحرة لعام 1965. بدلاً من ذلك تعود الشاحنات الأفغانية التي تم تفريغها في وجه إلى أفغانستان محملة فقط بالسلع الباكستانية بدلاً من البضائع الهندية، في محاولة لمنع تشكيل سوق سوداء للبضائع الهندية في باكستان.
أتاحت الاتفاقية لباكستان الوصول إلى كل دولة على الحدود مع أفغانستان، مع إمكانية الوصول إلى إيران عبر حدود إسلام قيلة وزرانج، وأوزبكستان عبر حدود شعيرات، وطاجيكستان عبر معبري علي خانوم وشير خان بندر، وتركمانستان عبر معبري أكينا وتورغوندي. تُمنح الواردات والصادرات الباكستانية إذنًا لدخول أفغانستان عبر المعابر الحدودية في تورخام وغلام خان وشامان.
تدعو الاتفاقية إلى اتخاذ تدابير مختلفة لمكافحة تهريب البضائع المعفاة من الرسوم الجمركية إلى كل من باكستان وأفغانستان من خلال تكليف: تتبع أجهزة البضائع والضمانات المصرفية وتراخيص شركات النقل الخاصة المستعبدين لشاحنات النقل وأنظمة تتبع المركبات وودائع أمان الحاويات. تم إنشاء هيئة تنسيق التجارة العابرة بين أفغانستان وباكستان لتنسيق اتفاقية تجارة الترانزيت بين أفغانستان وباكستان وعقد اجتماعات مشتركة.

## انتهاء الصلاحية
في 23 أكتوبر 2017م أعلن رئيس أفغانستان أشرف غني أن "الاتفاقية التجارية بين أفغانستان وباكستان قد انتهت"، وأصدر مرسومًا يمنع الشاحنات الباكستانية من دخول البلاد عبر معبري توركهام وسبين بولداك، وفقًا لتقرير طلوع نيوز الأفغاني.